# 强壮棘口吸虫
强壮棘口吸虫（学名：Echinostoma robustum）为棘口科棘口属的动物。分布于日本、俄罗斯、台湾岛以及中国大陆的福建、北京等地，营寄生生活，宿主罗纹鸭、花脸鸭、绿头鸭、家鸭、斑咀鸭、家鹅、白眼浅鸭、家鸽、火鸡、朱颈斑鸠以及寄生于肠。

## 外部連結
- 寄生蟲學-Nematoda(線蟲)-Echinostoma spp.(棘口吸蟲) （页面存档备份，存于）